# Trouillas
Trouillas là một xã trong tỉnh Pyrénées-Orientales, vùng Occitanie phía nam nước Pháp. Xã Trouillas nằm ở khu vực có độ cao trung bình 77 mét trên mực nước biển.